# 11978 Makotomasako
11978 Makotomasako este un asteroid din centura principală de asteroizi.

## Descriere
11978 Makotomasako este un asteroid din centura principală de asteroizi. A fost descoperit pe 20 septembrie 1995 la Kitami de Kin Endate și Kazuro Watanabe. Asteroidul prezintă o orbită caracterizată de o semiaxă mare de 2,62 ua, o excentricitate de 0,31 și o înclinație de 4,8° în raport cu ecliptica.